# Il cervello da un miliardo di dollari
Il cervello da un miliardo di dollari (Billion Dollar Brain nell'originale inglese) è un film del 1967 diretto da Ken Russell.
È il terzo di una serie di cinque film di spionaggio realizzati negli anni sessanta e negli anni novanta, nei quali l'attore Michael Caine incarna la spia Harry Palmer, personaggio di fantasia creato da Len Deighton. Le precedenti pellicole sono Ipcress (1965) e Funerale a Berlino (1966).

## Trama
L'anticonvenzionale agente Harry Palmer del Secret Intelligence Service britannico riceve l'incarico dal colonnello Ross suo superiore, di sventare il complotto di un ricco miliardario anticomunista americano che, tramite l'aiuto di un computer e un esercito personale, vuole scatenare una guerra batteriologica contro l'Unione Sovietica. Inviato in Finlandia e con l'aiuto del colonnello russo Stok del KGB, Harry Palmer riuscirà dopo innumerevoli peripezie a portare a termine il suo incarico.

## Distribuzione
Date di distribuzione del film
- 20 dicembre 1967 Stati Uniti (New York)
- 21 gennaio 1968 Regno Unito
- 31 ottobre 1968 Germania